# Němci v Československu
Němci v Československu je označení německé menšiny, která žila uvnitř státních hranic od vyhlášení československého státu v roce 1918, dle definice ve smlouvě ze Saint-Germain z roku 1920 do odsunu většiny německého obyvatelstva po druhé světové válce, respektive do rozpadu Československa roku 1992.

## Historie
Historie vzájemných vztahů mezi Čechy a Němci a oběma zeměmi sahá do doby panování přemyslovských knížat, tedy zhruba 1500 let do minulosti. 
Po rozpadu habsburské monarchie německé obyvatelstvo v nově vzniklém Československu ztratilo svoji politickou roli, protože vítězné mocnosti při vytváření hranic první světové války nezohledňovaly etnické složení regionů nového státu.
Zpočátku existovaly četné pokusy o autonomii, ty však postupem času ztratily na síle a vyvinuly se v požadavky na rovní práva pro Němce v politice i v každodenním životě. Porozumění mezi Němci a Čechoslováky přicházelo teprve poté, co se také politici německé menšiny směli účastnit na vládě (tzv. „Aktivisté“), ovšem tzv. „Negativisté“ měli silný vliv až do druhé poloviny 30. let. V září 1938 však byly německé příhraniční oblasti začleněny do Německé říše jako důsledek politiky appeasementu západních mocností v reakci na Hitlerovu agresi.

## Předchozí události
V západní polovině podunajské monarchie byly  vyhlášeny dvě republiky s protichůdnými územními nároky: 21. října 1918 ve Vídni vyhlásilo republiku Německé Rakousko a 28. října v Praze Československo, ještě před uzavřením rakousko-italského příměří 3. listopadu 1918 poblíž Padovy. 

## Vojenská okupace německých sídelních oblastí

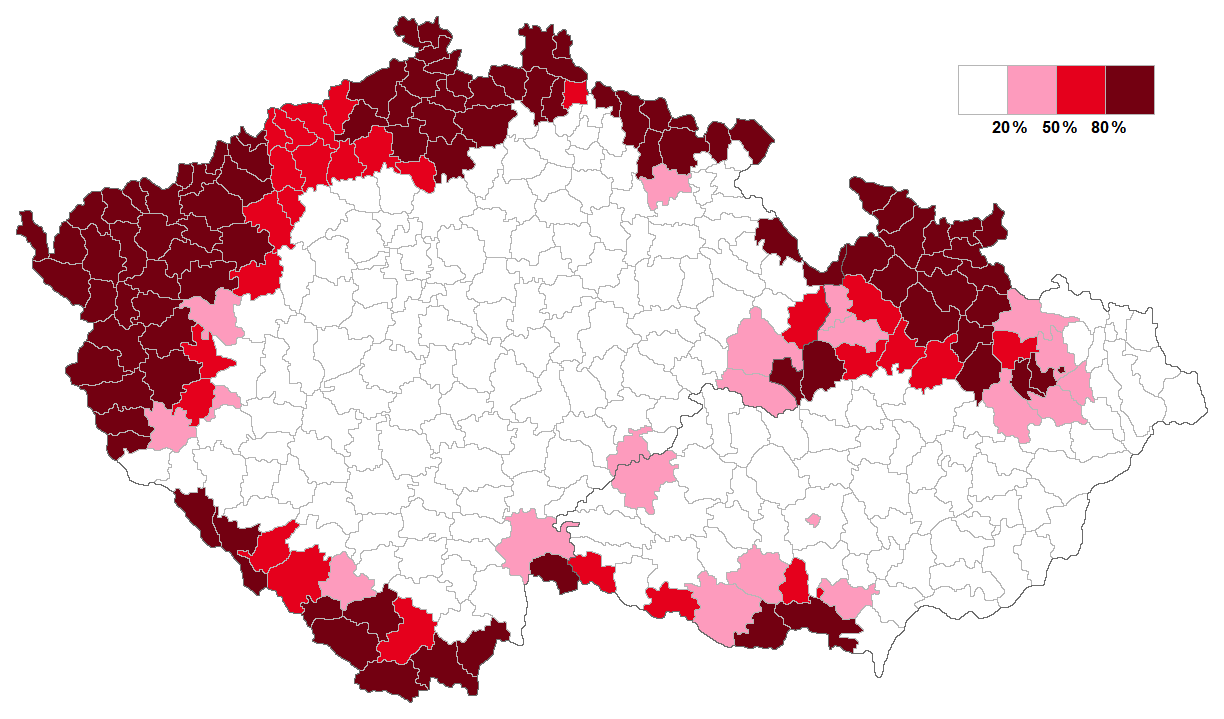
Jazyková mapa: procentuální podíl německojazyčného obyvatelstva v českých zemích v roce 1930

Zatímco rakousko-uherská císařská armáda byla složena z příslušníků několika národností, měla budoucí československá vláda k dispozici československé legionáře, kteří zběhli z císařské armády a bojovali na straně Dohody. Ti později posloužili jako základ nové československé armády. Po 13. listopadu 1918 vláda legionáře využila k vojenskému potvrzení svého nároku na sporné pohraniční oblasti, kteří přitom nenarazily na organizovaný odpor. Pouze asi na osmi místech se proti armádě postavily ozbrojené skupiny (například 27. listopadu v Mostě a 2. prosince v Kaplici). Kapličtí občané německé národnosti odmítli uznat hranici nového československého státu v hranicích dřívějšího Království českého a chtěli se připojit k Hornímu Rakousku. 15. listopadu 1918 byl státními orgány v Praze odvolán ze své funkce kaplický hejtman Schöbrle. Ten odmítal uposlechnout s odůvodněním, že podléhá pod vedení nově vytvořené německo-rakouské župy se sídlem v Linci. V polovině listopadu byl v Kaplici zatčen a do Lince internován pražskou vládou jmenovaný emisar Benno Castelinni a Němci odmítli i nadále být vůči ČSR loajální. Proto byly 3. prosince 1918 do Kaplice poslány roty českobudějovického 1. československého pěšího pluku a v Kaplici byla zřízena vojenská posádka.
Místní vláda Německých Čech prostřednictvím švédského velvyslanectví požádala amerického prezidenta Woodrowa Wilsona, aby zaručil deklarované právo národů na sebeurčení. Vláda zároveň protestovala proti „znásilnění, kterému je její národní území vystaveno ze strany vojska československého státu“. 
V zemích Koruny české (Čechy, Morava a rakouské Slezsko) nárokovaných Československem, žilo podle sčítání lidu z 31. prosince 1880 celkem 2 927 684 osob německé národnosti, což v té době bylo 36,04 % celkové populace v zemi.  V roce 1910 žilo v zemích Koruny české 6,33 milionu osob české a 3,49 milionu osob německé národnosti (tj. němečtí Češi, Moravané a Slezané, později často označovaní všichni souhrnně, byť nesprávně jako sudetští Němci). 

## Čechizační politika od roku 1918
Pokud se týkalo německých občanů v Československu, republika od samého začátku prosazovala politiku čechizace. Kromě toho existovala pročeská politika na ekonomickém poli i na trhu práce. V německých oblastech bylo uzavřeno 9 z 19 německojazyčných institucí pro vzdělávání učitelů, což mělo za následek úpadek němčiny na účet podpory českého školství. České školy naopak byly otevírány, pokud v nich bylo alespoň pět českých dětí (včetně těch, které sem byly přeloženy, např. jako děti zaměstnanců pošty nebo železnice). V roce 1920 bylo v německém území 495 českých menšinových základních a občanských škol a v roce 1930 více než 1400, z toho 1153 státních menšinových základních škol s celkovým počtem 2 559 tříd. V pozemkové reformě bylo zase např. německým vlastníkům zabaveno 30 % lesů, a jen 4 % vlastníkům českým.
Tabulka sčítání obyvatelstva z roku 1921 
| Země                  | Počet německy hovořících | Podíl na celkovém obyvatelstvu |
| --------------------- | ------------------------ | ------------------------------ |
| Čechy                 | 2 173 329                | 32,6%                          |
| Morava                | 547 604                  | 20,7%                          |
| Slezsko               | 252 365                  | 41,9%                          |
| Slovensko             | 139 900                  | 4,7%                           |
| Podkarpatská Rus      | 10 460                   | 1,8%                           |
| Československo celkem | 3 123 568                | 23,3%                          |

Na trhu práce bylo v lednu 1936 na 1000 obyvatel 97,5 nezaměstnaných německé a 47,3 české národnosti (poměr 2,06:1), přičemž na 1000 pracovních míst připadalo 192,4 Němců a 110,7 Čechů (1,74 : 1). 
I přesto, že v novém multietnickém Československu stálo v čele politiky pět českých politických stran (po roce 1921 pětičlenný výbor zv. „Pětka“ a později Všenárodní koalice, byly kontakty mezi sesterskými stranami česko-slovenské a německé národnosti vesměs dobré.

### Německy hovořící Židé v Československu
Samostatnou skupinu německy hovořících obyvatel v českých zemích tvořili Židé, kteří žili především ve větších městech. Vyšší společenské a intelektuální vrstvy českého židovstva se zpravidla hlásily k němčině, coby „jazyku obcovacímu“. Zajímavým fenoménem pak byla pražská německá literatura, jejímž zástupcem byli Franz Kafka, Franz Werfel, Rainer Maria Rilke, Max Brod a další. V Praze se na přelomu 19. a 20. století zformovaly literární spolky jako Concordia, Jung Prag, Café Arco apod.
Tabulka: deklarovaná národnost Židů v Československu 
| Národnost      | v roce 1921 (podíl v %) | v roce 1930 (podíl v %) |
| -------------- | ----------------------- | ----------------------- |
| Židovská       | 53,62                   | 57,20                   |
| Československá | 21,84                   | 24,52                   |
| Německá        | 14,26                   | 12,28                   |
| Maďarská       | 8,45                    | 4,71                    |
| Ostatní        | 1,83                    | 1,29                    |

## Po druhé světové válce
Po skončení druhé světové války bylo v rámci všeobecného útěku a odsunů německých menšin vysídleno také německé obyvatelstvo z Československa. V letech 1945 až 1946 při tzv. „divokém“ (z ČSR celkem deportováno 660 tisíc lidí) a organizovaném odsunu (z ČSR celkem deportováno 2 256 tisíc osob). Většina byla vysídlena do americké a sovětské okupační zóny Německa (tj. pozdějšího Západního Německa respektive NDR) a část se dostala do Rakouska. Při posledním tzv. dodatečném odsunu 1. ledna – 22. května 1947 bylo z ČSR deportováno ještě 80 000 Němců. Celkem tak byly z Československa deportovány téměř 3 miliony osob německé národnosti, přičemž 25 tisíc jich nepřežilo.
Přičemž bylo spácháno mnoho zločinů a křivd na nevinných. Tyto odsuny prováděla armáda a revoluční gardy. několik tisíc z nich se stalo obětí násilí nebo zemřelo vyčerpáním apod. V Německu se volalo po odškodnění uprchlíků, které česká vláda odmítla, s odvoláním na německou okupaci, válečné nespravedlnosti, podporu německé menšiny nacistické straně, genocidní plány německé vlády a zvěrstva, jako jsou Lidický masakr.

### Němci v poválečném a komunistickém Československu
I přesto se v prvním poválečném sčítání lidu v roce 1950 v českých zemích přihlásilo k německé národnosti 1,8% obyvatel, čímž se stali po Slovácích nejpočetnější národnostní menšinou. Pozici druhé nejpočetnější menšiny v českých zemích si udrželi ještě při sčítání lidu v roce 1961 (1,4%) a 1970 (0,8%). Při sčítání lidu v roce 1980 je předstihla polská menšina (obě měly okolo 0,6%).
Podle sčítání z roku 1991 byla po slovenské a polské třetí nejpočetnější menšinou.

## Německy hovořící osobnosti v Československu

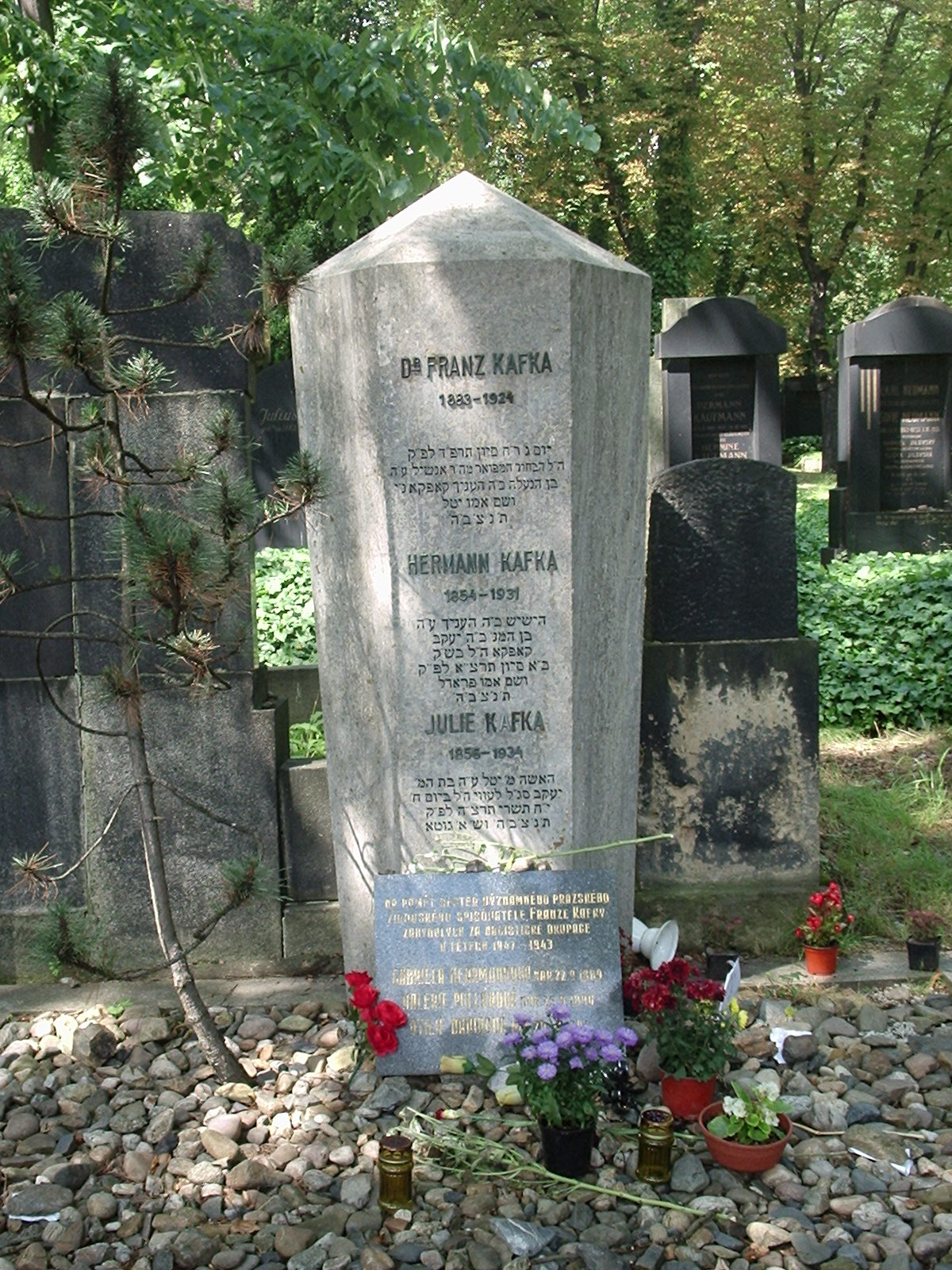
Hrob Franze Kafky v Praze na Žižkově